# Lunteren
Lunteren est un village néerlandais situé dans la commune d'Ede, en province de Gueldre. Au 1er janvier 2006, le village compte 12 510 habitants.
Il constitue le centre géographique des Pays-Bas, en excluant les Pays-Bas caribéens.

## Transports
La gare de Lunteren, sur la « ligne de la vallée » (Valleilijn), entre Barneveld et Ede, dessert le village. Ouverte en 1902, elle est fermée entre 1944 et 1951.

## Galerie

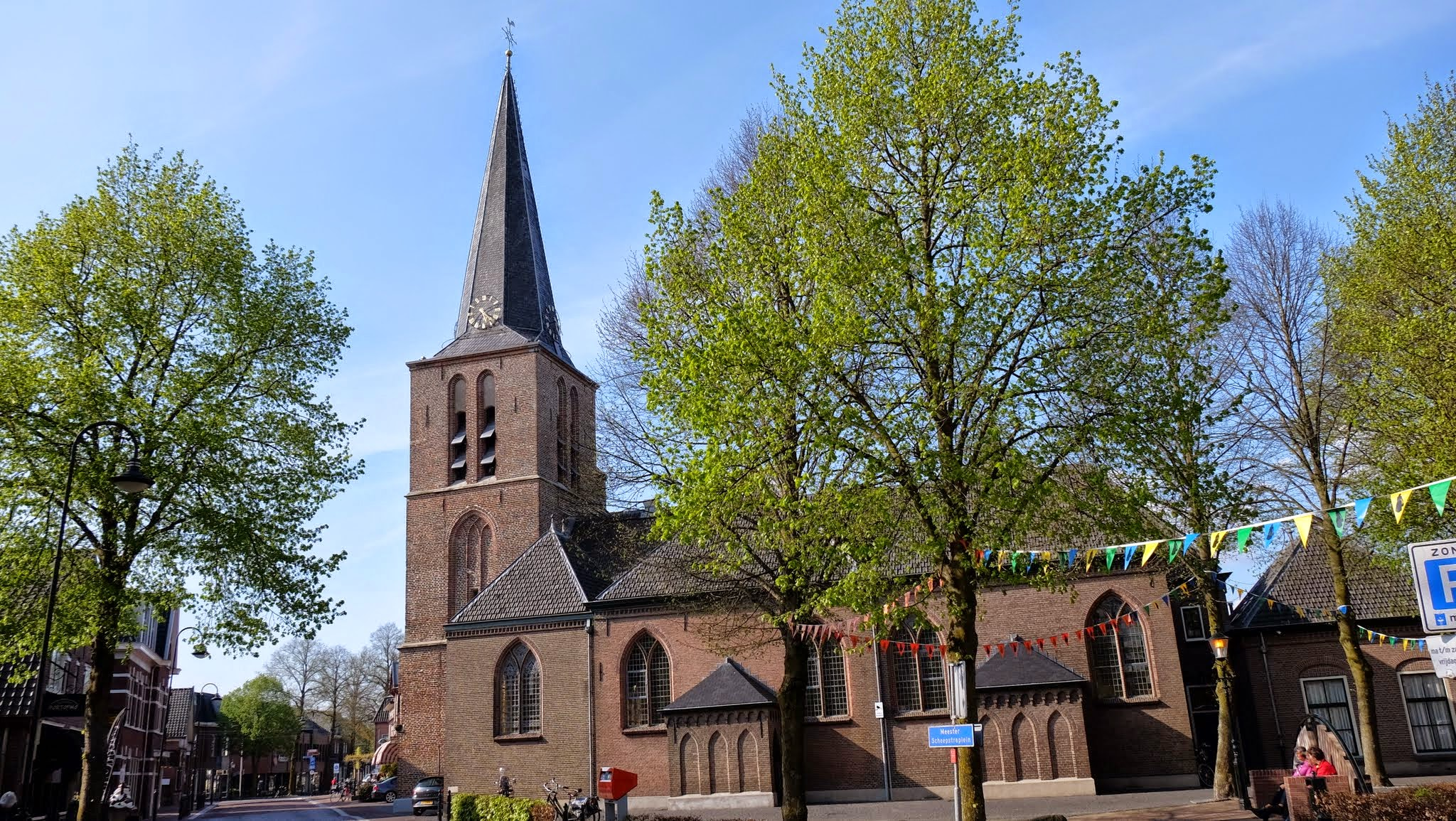
La Vieille église (Oude Kerk) du village.
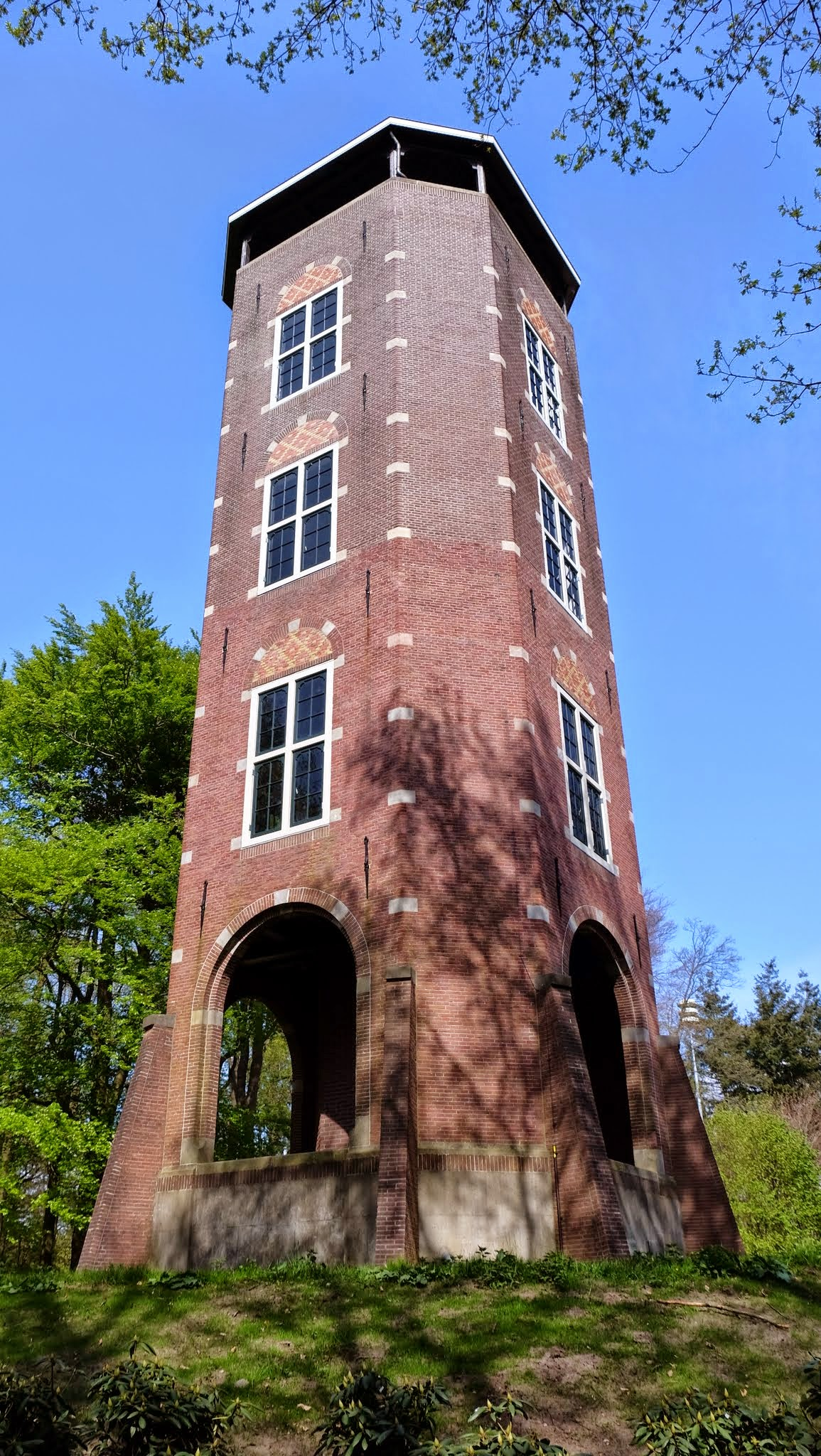
De Koepel.
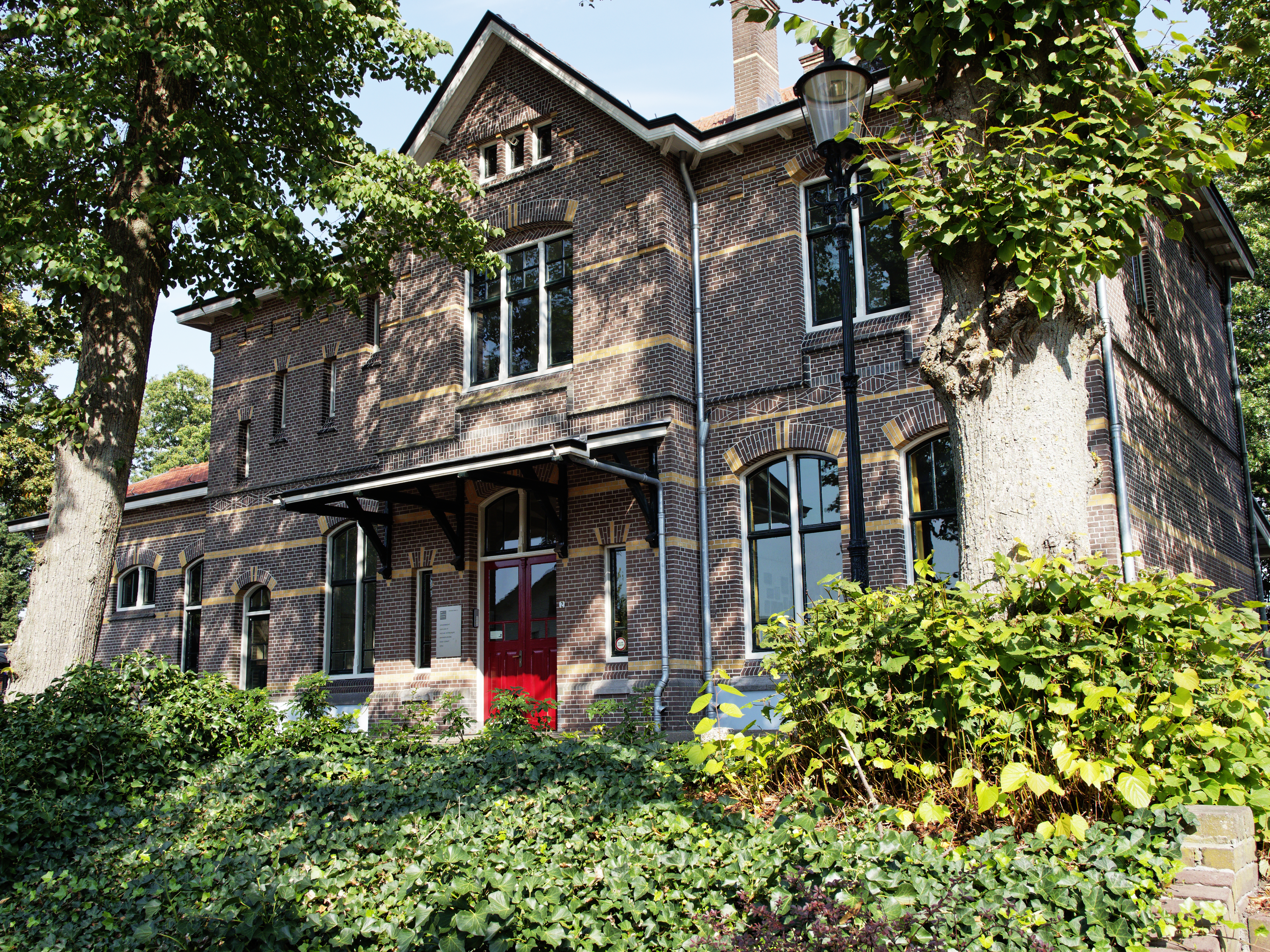
La gare de Lunteren.